# Timothy O’Malley
Timothy James O’Malley (ur. 17 grudnia 1959 w Evergreen Park, Illinois) – amerykański duchowny katolicki, biskup pomocniczy Chicago od 2025.

## Życiorys
Święcenia kapłańskie otrzymał w dniu 24 maja 1997 i został inkardynowany do archidiecezji Chicago.
20 grudnia 2024 papież Franciszek mianował go biskupem pomocniczym Chicago ze stolicą tytularną Numida. Sakry udzielił mu 26 lutego w katedrze Najświętszego Imienia Jezus w Chicago arcybiskup Chicago kardynał Blase Cupich.